# 高守坚
高守坚（1956年5月1日—），男，山东栖霞人，中华人民共和国外交官，曾任中华人民共和国驻蒂华纳总领事和中国多米尼加贸易发展办事处代表。

## 生平
1976年，高守坚毕业于广东外国语学院，进入中华人民共和国外交部工作。1977年，任驻秘鲁大使馆职员、随员。1983年，任外交部领事司三等秘书。1986年，任驻厄瓜多尔大使馆三等秘书。1987年，任驻瓜亚基尔总领事馆领事。1990年，任驻墨西哥大使馆一等秘书兼领事。1994年，任外交部领事司护照处副处长。1996年，任驻哥伦比亚大使馆一等秘书兼领事。1999年，任驻里约热内卢总领事馆副总领事。后任驻巴塞罗那总领事馆副总领事。2006年6月，出任中华人民共和国驻蒂华纳总领事。2011年3月，自驻蒂华纳总领事离任，改任外交部领事司领事保护中心总领事。2012年5月，出任中国多米尼加贸易发展办事处代表。2016年6月，自驻多米尼加代表离任。